# Tarragnoz
Tarragnoz est un secteur du centre-ville de Besançon, situé entre la colline Saint-Étienne et les rives du Doubs. Il se trouve entre le centre historique de Besançon et les quartiers de la Chapelle des Buis et de Velotte.

## Histoire
Il n'y a pas de dates précises concernant l'urbanisation de ce petit secteur, il semble que Tarragnoz soit une simple expansion du centre-ville, les premières constructions dateraient au moins du XVe siècle. Jadis, la Porte de Malpas qui existait au moins depuis le XIIe siècle était située sur l'actuelle N 83, entre Tarragnoz et Velotte, mais fut détruite en 1893 pour permettre la création d'une voie plus large reliant les deux secteurs. Il y'avait également un moulin, détruit au début du siècle. Des fortifications, datant de Vauban, y sont visibles.

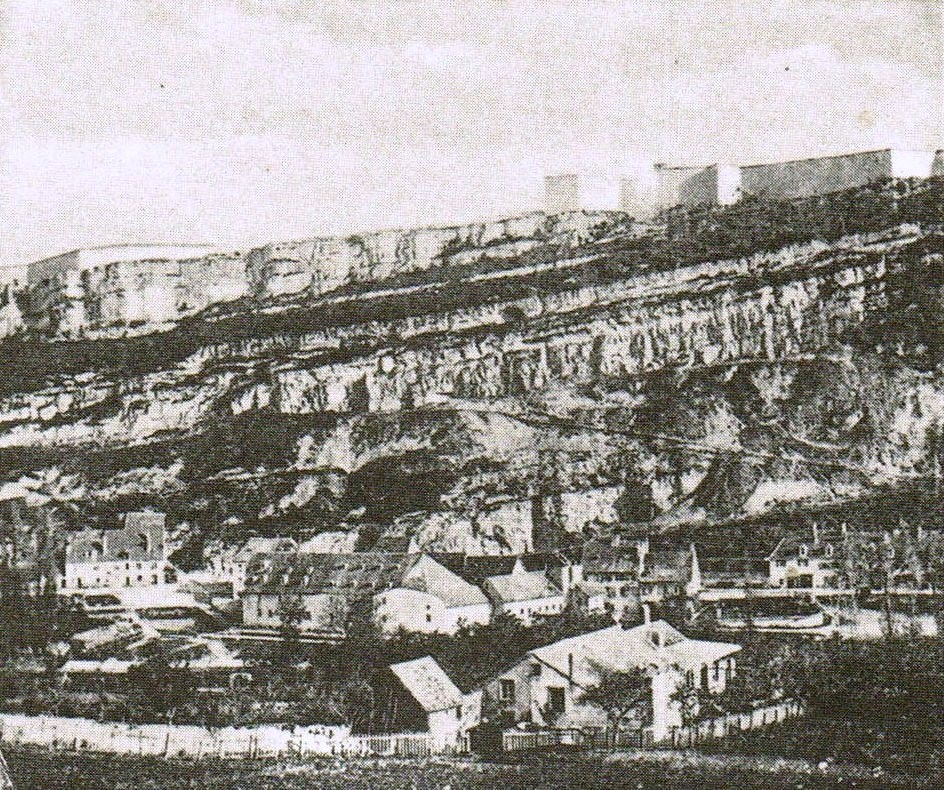
Tarragnoz, vers 1900
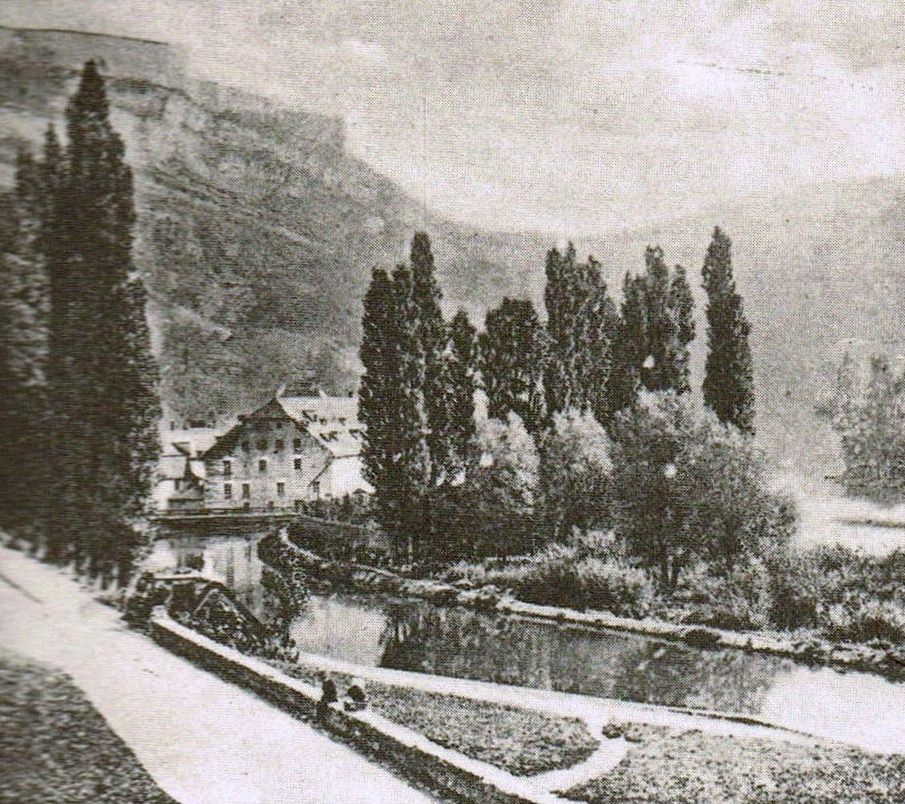
Le moulin de Tarragnoz, au début des années 1900
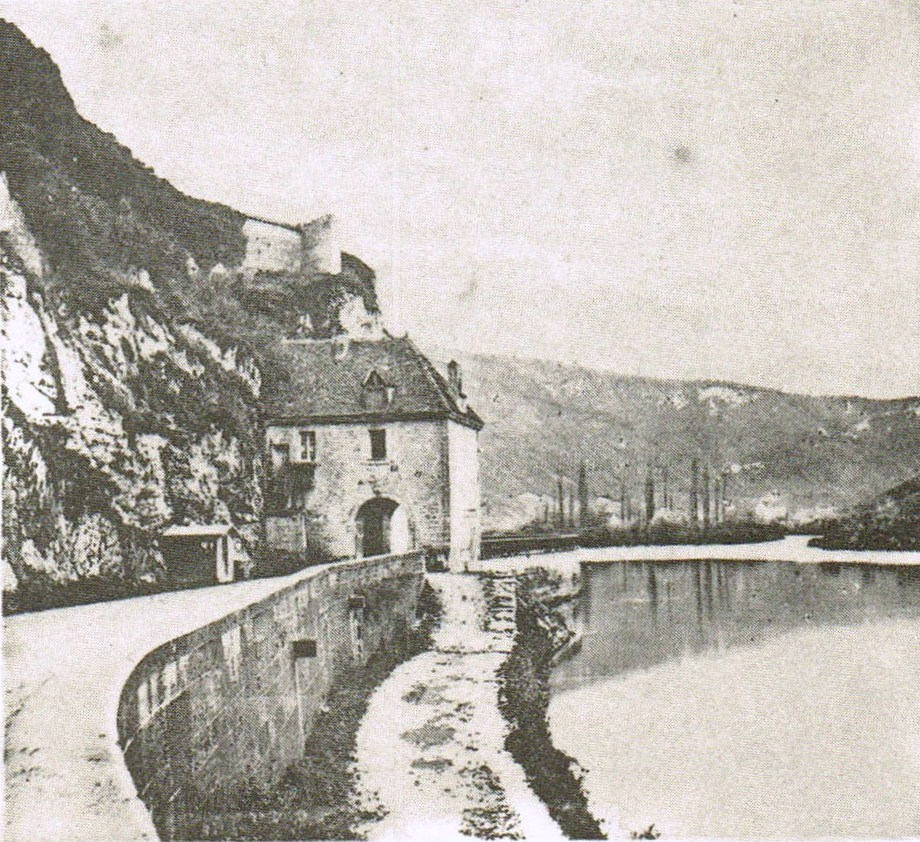
La porte de Malpas, dans les années 1890
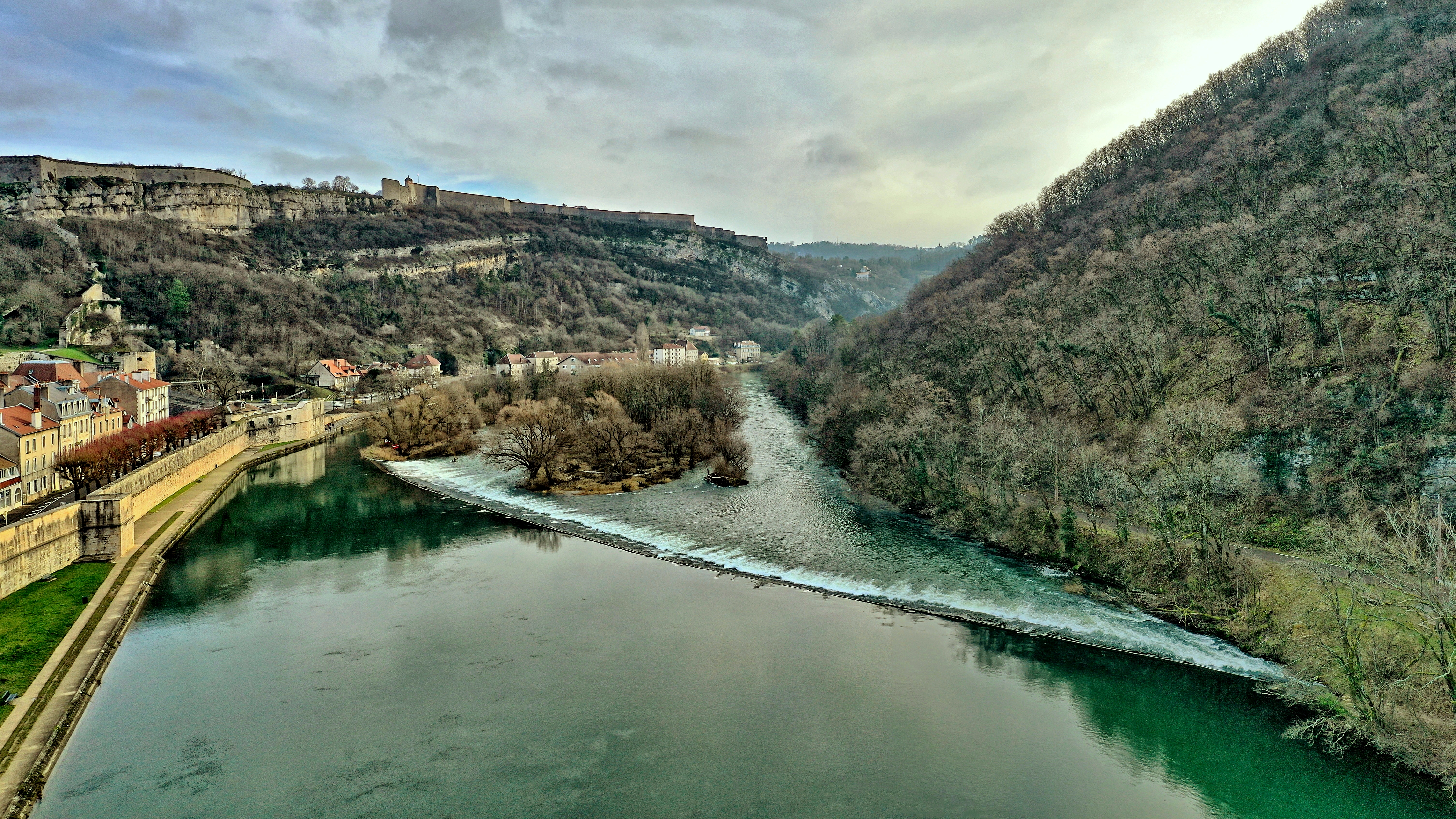
Le barrage de l'ancien moulin en 2021

## Géographie
Tarragnoz est enclavé entre le mont Saint-Étienne et le Doubs.

## Transport
Le quartier abrite deux tunnels : le tunnel sous la citadelle, un tunnel-canal qui permet de relier Rivotte en bateau et à vélo et en parallèle un tunnel routier reliant la N83 à la N57. Une passerelle enjambant le Doubs le relie au quartier voisin de Velotte.
Les lignes Ginko  21  23  85  86  desservent le secteur.